# Ripartizione dei seggi al Parlamento europeo
La ripartizione dei seggi al Parlamento europeo tra gli Stati membri dell'Unione europea è regolata dai trattati sull'Unione europea. La ripartizione dei seggi non è proporzionale alla popolazione dei singoli Stati e non riflette nessuna formula matematica particolare. Nei trattati si definisce l'assegnazione dei seggi con il termine di proporzionale digressivo nei confronti della popolazione degli Stati. Il processo può essere paragonato alla composizione del Collegio elettorale, l'organo che elegge il Presidente degli Stati Uniti d'America, in quanto gli Stati più piccoli ottengono più seggi nel collegio elettorale di quanti la loro popolazione darebbe loro diritto.
Il Parlamento europeo conta attualmente 705 membri. Il numero massimo, previsto dal trattato di Lisbona, è di 750 eurodeputati (751 contando il Presidente del Parlamento europeo)

## Premesse
Quando fu istituito il Parlamento negli anni '50, al tempo composto da 78 membri e chiamato "Assemblea Comune della Comunità europea del carbone e dell'acciaio", i tre Stati più piccoli (Paesi Bassi, Belgio e Lussemburgo) erano preoccupati di essere sottorappresentati rispetto ai tre Stati più popolosi (Germania Ovest, Francia e Italia), pertanto ad essi fu assegnato un numero di seggi maggiore di quello che la loro popolazione avrebbe permesso. I membri salirono a 142 quando l'Assemblea si espanse per coprire anche la Comunità europea e la Comunità europea dell'energia atomica.
Da lì, il numero dei componenti crebbe ad ogni allargamento dell'Unione europea; i deputati raggiunsero quota 626 nel 1995, con il trattato di Amsterdam che fissò il limite massimo a 700. Il trattato di Nizza del 2003 alzò il limite a 732 e stabilì la futura distribuzione dei seggi tra i 27 Stati. Nel 2007 entrarono nella UE anche Romania e Bulgaria, con rispettivamente 35 e 18 eurodeputati, il che spinse temporaneamente il numero dei membri oltre il tetto, fino a 785. Nel 2009 il numero scese a 736.
Dal 2013 al 2014 l'Europarlamento contava, in via temporanea, 766 parlamentari: tale cifra includeva 3 deputati transitori della Germania e i 12 deputati della Croazia, entrata nell'UE il 1º luglio 2013. Dal 2014 furono riportati a 750 (751 più il Presidente), il massimo consentito dai trattati.
Dopo l'uscita del Regno Unito dall'Unione europea e il ritiro dei 73 deputati britannici (gennaio 2020), 27 di questi seggi furono ridistribuiti tra 14 Stati membri, mentre 46 restarono non assegnati, portando gli europarlamentari da 751 a 705.
Nel settembre 2023 il Consiglio europeo ha deciso che, a partire dalla X legislatura successiva alle elezioni europee del 2024, i seggi siano portati da 705 a 720, distribuendone 15 tra 12 Stati membri.

### Storico complessivo della ripartizione
| Stato       | Membro dal | 1952 | 1957 | 1973 | 1979 | 1981 | 1986 | 1994 | 1995 | 2004, maggio | 2004, giugno | 2007 | 2009 | 2011 | 2013 | 2014 | 2020 | 2024 |
| ----------- | ---------- | ---- | ---- | ---- | ---- | ---- | ---- | ---- | ---- | ------------ | ------------ | ---- | ---- | ---- | ---- | ---- | ---- | ---- |
| Germania    | 1951       | 18   | 36   | 36   | 81   | 81   | 81   | 99   | 99   | 99           | 99           | 99   | 99   | 99   | 99   | 96   | 96   | 96   |
| Francia     | 1951       | 18   | 36   | 36   | 81   | 81   | 81   | 87   | 87   | 87           | 78           | 78   | 72   | 74   | 74   | 74   | 79   | 81   |
| Italia      | 1951       | 18   | 36   | 36   | 81   | 81   | 81   | 87   | 87   | 87           | 78           | 78   | 72   | 73   | 73   | 73   | 76   | 76   |
| Paesi Bassi | 1951       | 10   | 14   | 14   | 25   | 25   | 25   | 31   | 31   | 31           | 27           | 27   | 25   | 26   | 26   | 26   | 29   | 31   |
| Belgio      | 1951       | 10   | 14   | 14   | 24   | 24   | 24   | 25   | 25   | 25           | 24           | 24   | 22   | 22   | 22   | 21   | 21   | 22   |
| Lussemburgo | 1951       | 4    | 6    | 6    | 6    | 6    | 6    | 6    | 6    | 6            | 6            | 6    | 6    | 6    | 6    | 6    | 6    | 6    |
| Regno Unito | 1973       | N.D. | N.D. | 36   | 81   | 81   | 81   | 87   | 87   | 87           | 78           | 78   | 72   | 73   | 73   | 73   | N.D. | N.D. |
| Danimarca   | 1973       | N.D. | N.D. | 10   | 16   | 16   | 16   | 16   | 16   | 16           | 14           | 14   | 13   | 13   | 13   | 13   | 14   | 15   |
| Irlanda     | 1973       | N.D. | N.D. | 10   | 15   | 15   | 15   | 15   | 15   | 15           | 13           | 13   | 12   | 12   | 12   | 11   | 13   | 14   |
| Grecia      | 1981       | N.D. | N.D. | N.D. | N.D. | 24   | 24   | 25   | 25   | 25           | 24           | 24   | 22   | 22   | 22   | 21   | 21   | 21   |
| Spagna      | 1986       | N.D. | N.D. | N.D. | N.D. | N.D. | 60   | 64   | 64   | 64           | 54           | 54   | 50   | 54   | 54   | 54   | 59   | 61   |
| Portogallo  | 1986       | N.D. | N.D. | N.D. | N.D. | N.D. | 24   | 25   | 25   | 25           | 24           | 24   | 22   | 22   | 22   | 21   | 21   | 21   |
| Svezia      | 1995       | N.D. | N.D. | N.D. | N.D. | N.D. | N.D. | N.D. | 22   | 22           | 19           | 19   | 18   | 20   | 20   | 20   | 21   | 21   |
| Austria     | 1995       | N.D. | N.D. | N.D. | N.D. | N.D. | N.D. | N.D. | 21   | 21           | 18           | 18   | 17   | 19   | 19   | 18   | 19   | 20   |
| Finlandia   | 1995       | N.D. | N.D. | N.D. | N.D. | N.D. | N.D. | N.D. | 16   | 16           | 14           | 14   | 13   | 13   | 13   | 13   | 14   | 15   |
| Polonia     | 2004       | N.D. | N.D. | N.D. | N.D. | N.D. | N.D. | N.D. | N.D. | 54           | 54           | 54   | 50   | 51   | 51   | 51   | 52   | 53   |
| Rep. Ceca   | 2004       | N.D. | N.D. | N.D. | N.D. | N.D. | N.D. | N.D. | N.D. | 24           | 24           | 24   | 22   | 22   | 22   | 21   | 21   | 21   |
| Ungheria    | 2004       | N.D. | N.D. | N.D. | N.D. | N.D. | N.D. | N.D. | N.D. | 24           | 24           | 24   | 22   | 22   | 22   | 21   | 21   | 21   |
| Slovacchia  | 2004       | N.D. | N.D. | N.D. | N.D. | N.D. | N.D. | N.D. | N.D. | 14           | 14           | 14   | 13   | 13   | 13   | 13   | 14   | 15   |
| Lituania    | 2004       | N.D. | N.D. | N.D. | N.D. | N.D. | N.D. | N.D. | N.D. | 13           | 13           | 13   | 12   | 12   | 12   | 11   | 11   | 11   |
| Lettonia    | 2004       | N.D. | N.D. | N.D. | N.D. | N.D. | N.D. | N.D. | N.D. | 9            | 9            | 9    | 8    | 9    | 9    | 8    | 8    | 9    |
| Slovenia    | 2004       | N.D. | N.D. | N.D. | N.D. | N.D. | N.D. | N.D. | N.D. | 7            | 7            | 7    | 7    | 8    | 8    | 8    | 8    | 9    |
| Estonia     | 2004       | N.D. | N.D. | N.D. | N.D. | N.D. | N.D. | N.D. | N.D. | 6            | 6            | 6    | 6    | 6    | 6    | 6    | 7    | 7    |
| Cipro       | 2004       | N.D. | N.D. | N.D. | N.D. | N.D. | N.D. | N.D. | N.D. | 6            | 6            | 6    | 6    | 6    | 6    | 6    | 6    | 6    |
| Malta       | 2004       | N.D. | N.D. | N.D. | N.D. | N.D. | N.D. | N.D. | N.D. | 5            | 5            | 5    | 5    | 6    | 6    | 6    | 6    | 6    |
| Romania     | 2007       | N.D. | N.D. | N.D. | N.D. | N.D. | N.D. | N.D. | N.D. | N.D.         | N.D.         | 35   | 33   | 33   | 33   | 32   | 33   | 33   |
| Bulgaria    | 2007       | N.D. | N.D. | N.D. | N.D. | N.D. | N.D. | N.D. | N.D. | N.D.         | N.D.         | 18   | 17   | 18   | 18   | 17   | 17   | 17   |
| Croazia     | 2013       | N.D. | N.D. | N.D. | N.D. | N.D. | N.D. | N.D. | N.D. | N.D.         | N.D.         | N.D. | N.D. | N.D. | 12   | 11   | 12   | 12   |
| Totale      | Totale     | 78   | 142  | 198  | 410  | 434  | 518  | 567  | 626  | 788          | 732          | 785  | 736  | 754  | 766  | 751  | 705  | 720  |

## Sistema di Nizza (2003-2009)

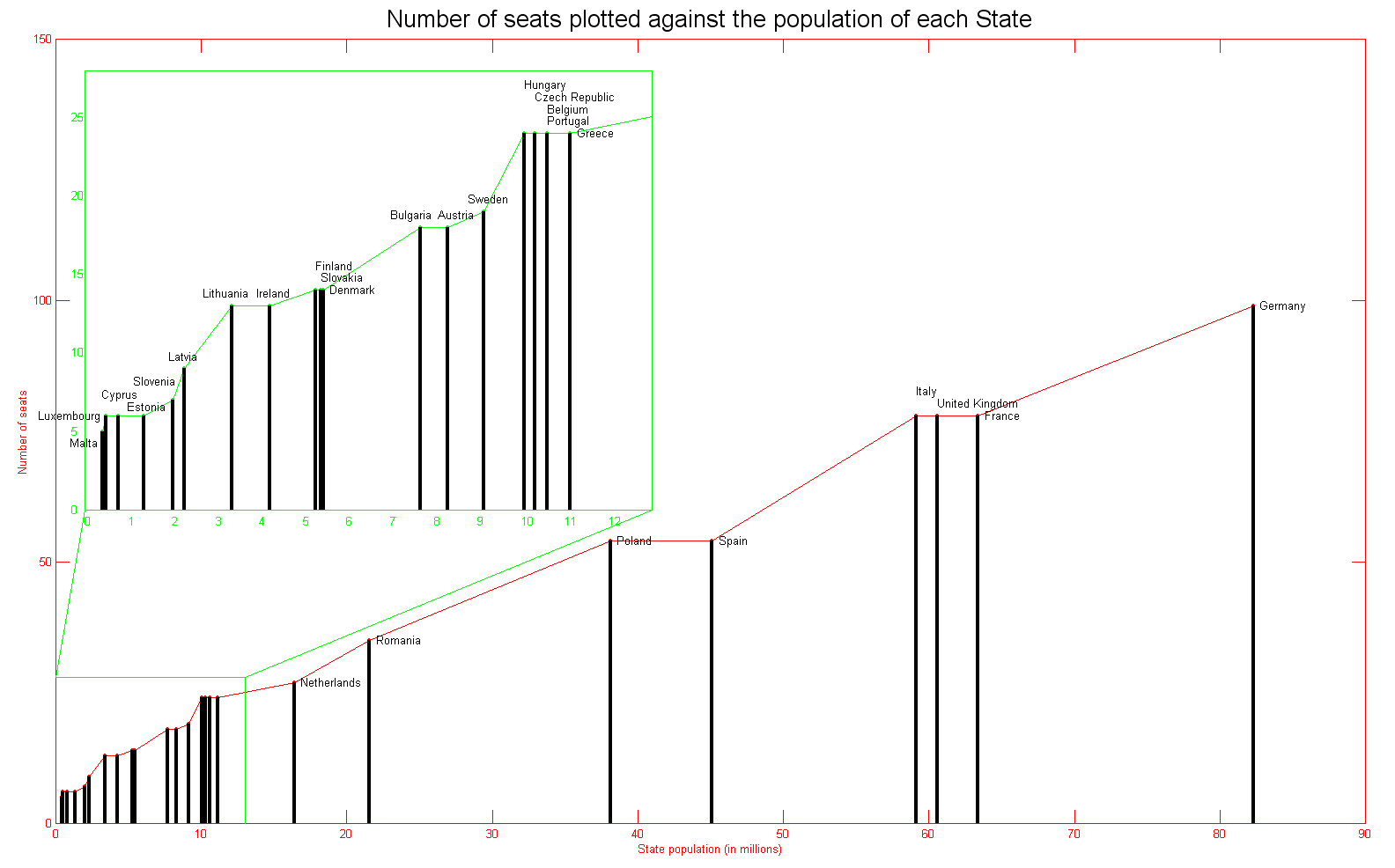
Numero di seggi rapportato alla popolazione di ogni stato (Nizza, 2007)

Le ultime elezioni europee si sono tenute con le regole del Trattato di Nizza, che prevedeva un numero massimo di seggi pari a 736, nonostante questa cifra sia poi stata superata con l'accesso di nuovi stati membri dell'Unione senza una corrispondente riduzione del numero dei seggi degli altri stati membri. Questo avvenne nel 2007, con l'ingresso di Romania e Bulgaria, quando il numero di seggi aumentò temporaneamente fino a 785. Con le elezioni europee del 2009 i seggi tornarono a 736.
Il totale di 736 seggi per circa 500 milioni di cittadini europei significa che il rapporto è di un rappresentante ogni circa 670.000 abitanti, in media. Alcuni stati dividono il proprio territorio in circoscrizioni sub-nazionali, e alcune suddivisioni possono portare il sistema a non essere più proporzionale.
Influenza relativa degli elettori dei diversi stati europei (2003)
| Stati membri    | Popolazione milioni | MPE | Abitanti per MPE | Influenza |
| --------------- | ------------------- | --- | ---------------- | --------- |
| Austria         | 8,27                | 17  | 486.235          | 1,71      |
| Belgio          | 10,51               | 22  | 477.773          | 1,74      |
| Bulgaria        | 7,72                | 17  | 454.059          | 1,83      |
| Cipro           | 0,77                | 6   | 127.667          | 6,52      |
| Danimarca       | 5,43                | 13  | 417.538          | 1,99      |
| Estonia         | 1,34                | 6   | 224.000          | 3,72      |
| Finlandia       | 5,26                | 13  | 404.308          | 2,06      |
| Francia         | 62,89               | 72  | 873.417          | 0,95      |
| Germania        | 82,43               | 99  | 832.606          | 1,00      |
| Grecia          | 11,13               | 22  | 505.682          | 1,65      |
| Irlanda         | 4,21                | 12  | 350.750          | 2,37      |
| Italia          | 58,75               | 72  | 816.000          | 1,02      |
| Lettonia        | 2,3                 | 8   | 286.875          | 2,90      |
| Lituania        | 3,4                 | 12  | 283.583          | 2,94      |
| Lussemburgo     | 0,46                | 6   | 76.667           | 10,86     |
| Malta           | 0,4                 | 5   | 80.800           | 10,30     |
| Paesi Bassi     | 16,33               | 25  | 653.360          | 1,27      |
| Polonia         | 38,16               | 50  | 763.140          | 1,09      |
| Portogallo      | 10,57               | 22  | 480.455          | 1,73      |
| Regno Unito     | 60,64               | 72  | 839.194          | 0,99      |
| Repubblica Ceca | 10,25               | 22  | 465.955          | 1,79      |
| Romania         | 21,61               | 33  | 654.848          | 1,27      |
| Slovacchia      | 5,39                | 13  | 414.538          | 2,01      |
| Slovenia        | 2                   | 7   | 286.143          | 2,91      |
| Spagna          | 43,76               | 50  | 875.160          | 0,95      |
| Svezia          | 9,05                | 18  | 502.667          | 1,66      |
| Ungheria        | 10,08               | 22  | 458.045          | 1,82      |

## Sistema di Lisbona (2009-2014)
Con il Trattato di Lisbona, il tetto massimo dei numero di eurodeputati fu innalzato a 750, con un massimo di 96 e un minimo di 6 per stato. I seggi continuano a essere distribuiti secondo il sistema "proporzionale degressivo" rispetto alla popolazione degli stati membri. La Germania ha perso tre seggi, mentre la Spagna ne ha guadagnati quattro. Francia, Svezia e Austria hanno ottenuto due seggi in più a testa, e altre otto nazioni hanno guadagnato un seggio. Successivamente alla adesione della Croazia all'Unione europea il 1º luglio 2013 con ulteriori 12 seggi, la distribuzione fu modificata per le elezioni europee del 2014, con dodici Paesi che hanno perso un seggio (inclusa la Croazia stessa).
Cambiamenti sulla ripartizione dei seggi europei tra il Trattato di Nizza e il Trattato di Lisbona (calcolato ai fini delle elezioni europee del 2009):
| Paese         | 2007 Nizza | 2009 Nizza | 2014 Lisbona | 2014 c + Croazia |
| ------------- | ---------- | ---------- | ------------ | ---------------- |
| Germania      | 99         | 99         | 96           | 96               |
| Rep. Ceca     | 24         | 22         | 22           | 21               |
| Slovacchia    | 14         | 13         | 13           | 13               |
| Francia       | 78         | 72         | 74           | 74               |
| Grecia        | 24         | 22         | 22           | 21               |
| Croazia       | –          | –          | –            | 11               |
| Regno Unito a | 78         | 72         | 73           | 73               |
| Ungheria      | 24         | 22         | 22           | 21               |
| Irlanda       | 13         | 12         | 12           | 11               |
| Italia        | 78         | 72         | 73           | 73               |
| Portogallo    | 24         | 22         | 22           | 21               |
| Lituania      | 13         | 12         | 12           | 11               |
| Spagna        | 54         | 50         | 54           | 54               |
| Svezia        | 19         | 18         | 20           | 20               |
| Lettonia      | 9          | 8          | 9            | 8                |
| Polonia       | 54         | 50         | 51           | 51               |
| Austria       | 18         | 17         | 19           | 18               |
| Slovenia      | 7          | 7          | 8            | 8                |
| Romania       | 35         | 33         | 33           | 32               |
| Bulgaria      | 18         | 17         | 18           | 17               |
| Cipro         | 6          | 6          | 6            | 6                |
| Paesi Bassi   | 27         | 25         | 26           | 26               |
| Finlandia     | 14         | 13         | 13           | 13               |
| Estonia       | 6          | 6          | 6            | 6                |
| Belgio        | 24         | 22         | 22           | 21               |
| Danimarca     | 14         | 13         | 13           | 13               |
| Lussemburgo   | 6          | 6          | 6            | 6                |
| Malta         | 5          | 5          | 6            | 6                |
| Totale        | 785        | 736        | 751 b        | 751 b            |

- a Include Gibilterra, ma non gli altri Territori Britannici d'Oltremare, basi militari o Dipendenze della Corona Britannica.
- b Il Presidente non è conteggiato ufficialmente, pertanto il numero di eurodeputati resta a 750.
- c Come proposto dal Parlamento europeo il 13 marzo 2013[20].

### Emendamenti del 2011
Nel 2011 si ebbe una nuova ripartizione che rispecchiava un emendamento al trattato di Lisbona entrato in vigore il 1º dicembre 2011. L'emendamento istituiva di fatto un regime transitorio tenendo in considerazione il fatto che le elezioni europee del 2009 si erano svolte secondo il trattato di Nizza e non di Lisbona; di conseguenza, gli Stati che avevano guadagnato seggi in base al trattato di Lisbona li ottennero immediatamente, mentre al contempo la Germania, che avrebbe invece perso tre seggi, li avrebbe mantenuti in maniera transitoria tra dicembre 2011 e le prossime elezioni, nel 2014. Pertanto in questo lasso di tempo la Germania ebbe eccezionalmente 99 europarlamentari, tre in più del limite massimo consentito.

## Elezioni del 2014
Sin dal 2008, l'europarlamentare britannico Andrew Duff propose una riforma della legge elettorale in vista delle elezioni europee del 2014, comprendente tra l'altro la creazione di una circoscrizione transnazionale di 25 seggi in cui tutti i cittadini europei avrebbero potuto esprimere il proprio voto sulla base di liste europee. Duff presentò più versioni della sua proposta, che però fu ritirata prima ancora di essere discussa nella riunione plenaria del 2012, per timore che non fosse approvata.
| Stato       | 2007 | 2009 | 2011 | 2013 | 1ª proposta di Duff | 2ª proposta di Duff | 2ª proposta di Duff | 2ª proposta di Duff | Decisione del Consiglio europeo, 2014 | Abitanti (2013) | Abitanti per europarlamentare |
| Stato       | 2007 | 2009 | 2011 | 2013 | 1ª proposta di Duff | 2014                | 2019                | 2024                | Decisione del Consiglio europeo, 2014 | Abitanti (2013) | Abitanti per europarlamentare |
| ----------- | ---- | ---- | ---- | ---- | ------------------- | ------------------- | ------------------- | ------------------- | ------------------------------------- | --------------- | ----------------------------- |
| Germania    | 99   | 99   | 99   | 99   | 96                  | 96                  | 96                  | 96                  | 96                                    | 80,523,746      | 838,789                       |
| Francia     | 78   | 72   | 74   | 74   | 83                  | 79                  | 83                  | 83                  | 74                                    | 65,633,194      | 886,935                       |
| Regno Unito | 78   | 72   | 73   | 73   | 80                  | 76                  | 79                  | 80                  | 73                                    | 63,896,071      | 875,289                       |
| Italia      | 78   | 72   | 73   | 73   | 78                  | 75                  | 78                  | 78                  | 73                                    | 59,685,227      | 817,606                       |
| Spagna      | 54   | 50   | 54   | 54   | 61                  | 58                  | 61                  | 61                  | 54                                    | 46,704,308      | 864,895                       |
| Polonia     | 54   | 50   | 51   | 51   | 51                  | 51                  | 51                  | 51                  | 51                                    | 38,533,299      | 755,555                       |
| Romania     | 35   | 33   | 33   | 33   | 31                  | 31                  | 31                  | 31                  | 32                                    | 20,020,074      | 625,627                       |
| Paesi Bassi | 27   | 25   | 26   | 26   | 25                  | 25                  | 25                  | 25                  | 26                                    | 16,779,575      | 645,368                       |
| Belgio      | 24   | 22   | 22   | 22   | 18                  | 20                  | 19                  | 19                  | 21                                    | 11,161,642      | 531,507                       |
| Grecia      | 24   | 22   | 22   | 22   | 19                  | 20                  | 19                  | 19                  | 21                                    | 11,062,508      | 526,786                       |
| Portogallo  | 24   | 22   | 22   | 22   | 18                  | 20                  | 18                  | 18                  | 21                                    | 10,487,289      | 499,395                       |
| Rep. Ceca   | 24   | 22   | 22   | 22   | 18                  | 20                  | 18                  | 18                  | 21                                    | 10,516,125      | 500,768                       |
| Ungheria    | 24   | 22   | 22   | 22   | 17                  | 20                  | 18                  | 17                  | 21                                    | 9,908,798       | 471,848                       |
| Svezia      | 19   | 18   | 20   | 20   | 17                  | 18                  | 17                  | 17                  | 20                                    | 9,555,893       | 477,795                       |
| Austria     | 18   | 17   | 19   | 19   | 16                  | 17                  | 16                  | 16                  | 18                                    | 8,451,860       | 469,548                       |
| Bulgaria    | 18   | 17   | 18   | 18   | 15                  | 16                  | 14                  | 14                  | 17                                    | 7,284,552       | 428,503                       |
| Danimarca   | 14   | 13   | 13   | 13   | 12                  | 12                  | 12                  | 12                  | 13                                    | 5,602,628       | 430,971                       |
| Finlandia   | 14   | 13   | 13   | 13   | 12                  | 12                  | 12                  | 12                  | 13                                    | 5,426,674       | 417,436                       |
| Slovacchia  | 14   | 13   | 13   | 13   | 12                  | 12                  | 12                  | 12                  | 13                                    | 5,410,836       | 416,218                       |
| Irlanda     | 13   | 12   | 12   | 12   | 11                  | 11                  | 11                  | 11                  | 11                                    | 4,591,087       | 417,372                       |
| Croazia     | —    | —    | —    | 12   | 11                  | 11                  | 11                  | 11                  | 11                                    | 4,262,140       | 387,467                       |
| Lituania    | 13   | 12   | 12   | 12   | 9                   | 10                  | 9                   | 9                   | 11                                    | 2,971,905       | 270,173                       |
| Slovenia    | 7    | 7    | 8    | 8    | 8                   | 8                   | 8                   | 8                   | 8                                     | 2,058,821       | 257,353                       |
| Lettonia    | 9    | 8    | 9    | 9    | 8                   | 8                   | 8                   | 8                   | 8                                     | 2,023,825       | 252,978                       |
| Estonia     | 6    | 6    | 6    | 6    | 7                   | 7                   | 7                   | 7                   | 6                                     | 1,324,814       | 220,802                       |
| Cipro       | 6    | 6    | 6    | 6    | 6                   | 6                   | 6                   | 6                   | 6                                     | 865,878         | 144,313                       |
| Lussemburgo | 6    | 6    | 6    | 6    | 6                   | 6                   | 6                   | 6                   | 6                                     | 537,039         | 89,507                        |
| Malta       | 5    | 5    | 6    | 6    | 6                   | 6                   | 6                   | 6                   | 6                                     | 421,364         | 70,227                        |
| Totale      | 785  | 736  | 754  | 766  | 776                 | 751                 | 751                 | 751                 | 751                                   | 505,701,172     | 673,370                       |

## Elezioni del 2019
In vista delle elezioni europee del 2019 vi era la necessità di rivedere la ripartizione dei seggi alla luce del ritiro dei 73 europarlamentari britannici nel momento di eventuale piena attuazione della Brexit. Nel 2017 vi furono discussioni sul futuro dei 73 seggi vacanti: un progetto di Enrico Letta, Gianni Pittella ed Emmanuel Macron proponeva di allocarli ad una ripartizione elettorale pan-europea, mentre l'altra opzione prevedeva di riassegnare gli ex-seggi britannici, in tutto o in parte, ad altri Stati membri. Nel febbraio 2018 fu deciso di ridurre i seggi da 751 a 705 dopo la Brexit; dei 73 seggi britannici, 27 sarebbero stati redistribuiti immediatamente mentre i restanti 46 sarebbero stati conservati per eventuali futuri allargamenti dell'UE. I dettagli della redistribuzione furono decisi nel 2018 dal Consiglio europeo ed entrarono in funzione dopo la piena attuazione della Brexit e il ritiro dei parlamentari britannici, il 31 gennaio 2020.
| Stato membro | 2007 | 2009 | 2011 | 2013 | 2014 | Proposte dopo l'uscita dei parlamentari britannici | Proposte dopo l'uscita dei parlamentari britannici | Proposte dopo l'uscita dei parlamentari britannici | Proposte dopo l'uscita dei parlamentari britannici | Abitanti    | Abitanti                  |
| Stato membro | 2007 | 2009 | 2011 | 2013 | 2014 | Compromesso di Cambridge                           | Compromesso di Cambridge                           | Decisione del Consiglio europeo, 2018              | Differenza tra 2020 e 2014                         | 2017        | Abitanti/europarlamentare |
| Stato membro | 2007 | 2009 | 2011 | 2013 | 2014 | Riducendo al minimo il coefficiente di Gini        | Riducendo al minimo il malapportioning             | Decisione del Consiglio europeo, 2018              | Differenza tra 2020 e 2014                         | 2017        | Abitanti/europarlamentare |
| ------------ | ---- | ---- | ---- | ---- | ---- | -------------------------------------------------- | -------------------------------------------------- | -------------------------------------------------- | -------------------------------------------------- | ----------- | ------------------------- |
| Germania     | 99   | 99   | 99   | 99   | 96   | 96                                                 | 96                                                 | 96                                                 | Stabile                                            | 82,521,653  | 859,600                   |
| Francia      | 78   | 72   | 74   | 74   | 74   | 79                                                 | 96                                                 | 79                                                 | 5                                                  | 66,989,083  | 847.963                   |
| Regno Unito  | 78   | 72   | 73   | 73   | 73   | –                                                  | –                                                  | –                                                  | 73                                                 | –           | –                         |
| Italia       | 78   | 72   | 73   | 73   | 73   | 73                                                 | 89                                                 | 76                                                 | 3                                                  | 60,589,445  | 797,229                   |
| Spagna       | 54   | 50   | 54   | 54   | 54   | 57                                                 | 70                                                 | 59                                                 | 5                                                  | 46,528,024  | 788,610                   |
| Polonia      | 54   | 50   | 51   | 51   | 51   | 47                                                 | 58                                                 | 52                                                 | 1                                                  | 37,972,964  | 730,249                   |
| Romania      | 35   | 33   | 33   | 33   | 32   | 27                                                 | 33                                                 | 33                                                 | 1                                                  | 19,644,350  | 595,283                   |
| Paesi Bassi  | 27   | 25   | 26   | 26   | 26   | 24                                                 | 29                                                 | 29                                                 | 3                                                  | 17,081,507  | 589,017                   |
| Belgio       | 24   | 22   | 22   | 22   | 21   | 18                                                 | 21                                                 | 21                                                 | Stabile                                            | 11,351,727  | 540,558                   |
| Grecia       | 24   | 22   | 22   | 22   | 21   | 17                                                 | 20                                                 | 21                                                 | Stabile                                            | 10,768,193  | 512,771                   |
| Portogallo   | 24   | 22   | 22   | 22   | 21   | 17                                                 | 20                                                 | 21                                                 | Stabile                                            | 10,309,573  | 490,932                   |
| Rep. Ceca    | 24   | 22   | 22   | 22   | 21   | 17                                                 | 20                                                 | 21                                                 | Stabile                                            | 10,578,820  | 503,753                   |
| Ungheria     | 24   | 22   | 22   | 22   | 21   | 16                                                 | 19                                                 | 21                                                 | Stabile                                            | 9,797,561   | 466,550                   |
| Svezia       | 19   | 18   | 20   | 20   | 20   | 16                                                 | 19                                                 | 21                                                 | 1                                                  | 9,995,153   | 475,959                   |
| Austria      | 18   | 17   | 19   | 19   | 18   | 15                                                 | 18                                                 | 19                                                 | 1                                                  | 8,772,865   | 461,729                   |
| Bulgaria     | 18   | 17   | 18   | 18   | 17   | 13                                                 | 15                                                 | 17                                                 | Stabile                                            | 7,101,859   | 417,756                   |
| Danimarca    | 14   | 13   | 13   | 13   | 13   | 12                                                 | 13                                                 | 14                                                 | 1                                                  | 5,748,769   | 410,626                   |
| Finlandia    | 14   | 13   | 13   | 13   | 13   | 12                                                 | 13                                                 | 14                                                 | 1                                                  | 5,503,297   | 393,092                   |
| Slovacchia   | 14   | 13   | 13   | 13   | 13   | 12                                                 | 13                                                 | 14                                                 | 1                                                  | 5,435,343   | 388,238                   |
| Irlanda      | 13   | 12   | 12   | 12   | 11   | 11                                                 | 12                                                 | 13                                                 | 2                                                  | 4,784,383   | 368,029                   |
| Croazia      | –    | –    | –    | 12   | 11   | 10                                                 | 11                                                 | 12                                                 | 1                                                  | 4,154,213   | 346,184                   |
| Lituania     | 13   | 12   | 12   | 12   | 11   | 9                                                  | 9                                                  | 11                                                 | Stabile                                            | 2,847,904   | 258,900                   |
| Lettonia     | 9    | 8    | 9    | 9    | 8    | 8                                                  | 8                                                  | 8                                                  | Stabile                                            | 1,950,116   | 243,764                   |
| Slovenia     | 7    | 7    | 8    | 8    | 8    | 8                                                  | 8                                                  | 8                                                  | Stabile                                            | 2,065,895   | 258,236                   |
| Estonia      | 6    | 6    | 6    | 6    | 6    | 7                                                  | 7                                                  | 7                                                  | 1                                                  | 1,315,635   | 187,947                   |
| Cipro        | 6    | 6    | 6    | 6    | 6    | 6                                                  | 7                                                  | 6                                                  | Stabile                                            | 854,802     | 142,467                   |
| Lussemburgo  | 6    | 6    | 6    | 6    | 6    | 6                                                  | 6                                                  | 6                                                  | Stabile                                            | 590,667     | 98,444                    |
| Malta        | 6    | 6    | 6    | 6    | 6    | 6                                                  | 6                                                  | 6                                                  | Stabile                                            | 460,297     | 76,716                    |
| Totale       | 785  | 736  | 754  | 766  | 751  | 639                                                | 736                                                | 705                                                | 46                                                 | 445,714,098 | 632,218                   |

## Elezioni del 2024
Nel febbraio 2023, la Commissione per gli affari costituzionali pubblicò una bozza di rapporto sulla necessità di cambiamenti della composizione dell'Europarlamento, così da rispettare il principio di proporzionalità digressiva. A tal fine, la bozza suggeriva una nuova ripartizione senza che nessuno Stato membro perdesse seggi, portando così gli europarlamentari da 705 a 716. Il rapporto fu approvato il 12 giugno 2023 dalla Commissione affari costituzionali e il 15 giugno dalla plenaria dell'Europarlamento.
Nel luglio 2023 il Consiglio europeo avanzò la sua proposta di ripartizione in vista della X legislatura, che aggiungeva 15 seggi e portava gli europarlamentari da 705 a 720, prevedendo che nessuno Stato perdesse seggi e che anzi dodici ne guadagnassero (2 in più a Francia, Spagna e Paesi Bassi; 1 in più a Polonia, Belgio, Austria, Danimarca, Finlandia, Slovacchia, Irlanda, Slovenia e Lettonia). Tale proposta del Consiglio è stata approvata dall'Europarlamento il 15 settembre 2023 (515 a favore, 74 contrari, 44 astenuti).
| Stato membro | Abitanti (2023) | Europarlamentari (2020) | Abitanti/europarlamentare | Europarlamentari (dal 2024) | Differenza tra 2024 e 2020 | Abitanti/europarlamentare |
| ------------ | --------------- | ----------------------- | ------------------------- | --------------------------- | -------------------------- | ------------------------- |
| Germania     | 84,358,845      | 96                      | 878,738                   | 96                          | Stabile                    | 878,738                   |
| Francia      | 68,070,697      | 79                      | 858,767                   | 81                          | 2                          | 840,378                   |
| Italia       | 58,850,717      | 76                      | 774,352                   | 76                          | Stabile                    | 774,352                   |
| Spagna       | 48,059,777      | 59                      | 814,572                   | 61                          | 2                          | 787,865                   |
| Polonia      | 36,753,736      | 52                      | 706,803                   | 53                          | 1                          | 693,466                   |
| Romania      | 19,051,562      | 33                      | 577,320                   | 33                          | Stabile                    | 577,320                   |
| Paesi Bassi  | 17,811,291      | 29                      | 614,182                   | 31                          | 2                          | 574,558                   |
| Belgio       | 11,754,004      | 21                      | 559,714                   | 22                          | 1                          | 534,272                   |
| Grecia       | 10,394,055      | 21                      | 494,955                   | 21                          | Stabile                    | 494,955                   |
| Portogallo   | 10,467,366      | 21                      | 498,446                   | 21                          | Stabile                    | 498,446                   |
| Rep. Ceca    | 10,827,529      | 21                      | 515,597                   | 21                          | Stabile                    | 515,597                   |
| Svezia       | 10,521,556      | 21                      | 501,026                   | 21                          | Stabile                    | 501,026                   |
| Ungheria     | 9,597,085       | 21                      | 457,004                   | 21                          | Stabile                    | 457,004                   |
| Austria      | 9,104,772       | 19                      | 479,199                   | 20                          | 1                          | 455,239                   |
| Bulgaria     | 6,447,710       | 17                      | 379,277                   | 17                          | Stabile                    | 379,277                   |
| Danimarca    | 5,932,654       | 14                      | 423,761                   | 15                          | 1                          | 395,510                   |
| Finlandia    | 5,563,970       | 14                      | 397,426                   | 15                          | 1                          | 370,931                   |
| Slovacchia   | 5,428,792       | 14                      | 387,771                   | 15                          | 1                          | 361,919                   |
| Irlanda      | 5,194,336       | 13                      | 399,564                   | 14                          | 1                          | 371,024                   |
| Croazia      | 3,850,894       | 12                      | 320,908                   | 12                          | Stabile                    | 320,908                   |
| Lituania     | 2,857,279       | 11                      | 259,753                   | 11                          | Stabile                    | 259,753                   |
| Slovenia     | 2,116,792       | 8                       | 264,599                   | 9                           | 1                          | 235,199                   |
| Lettonia     | 1,883,008       | 8                       | 235,376                   | 9                           | 1                          | 209,223                   |
| Estonia      | 1,365,884       | 7                       | 195,126                   | 7                           | Stabile                    | 195,126                   |
| Cipro        | 920,701         | 6                       | 153,450                   | 6                           | Stabile                    | 153,450                   |
| Lussemburgo  | 660,809         | 6                       | 110,135                   | 6                           | Stabile                    | 110,135                   |
| Malta        | 542,051         | 6                       | 90,342                    | 6                           | Stabile                    | 90,342                    |
| Totale       | 448,387,872     | 705                     | 636,011                   | 720                         | 15                         | 626,240                   |